# 지바현도 제176호선

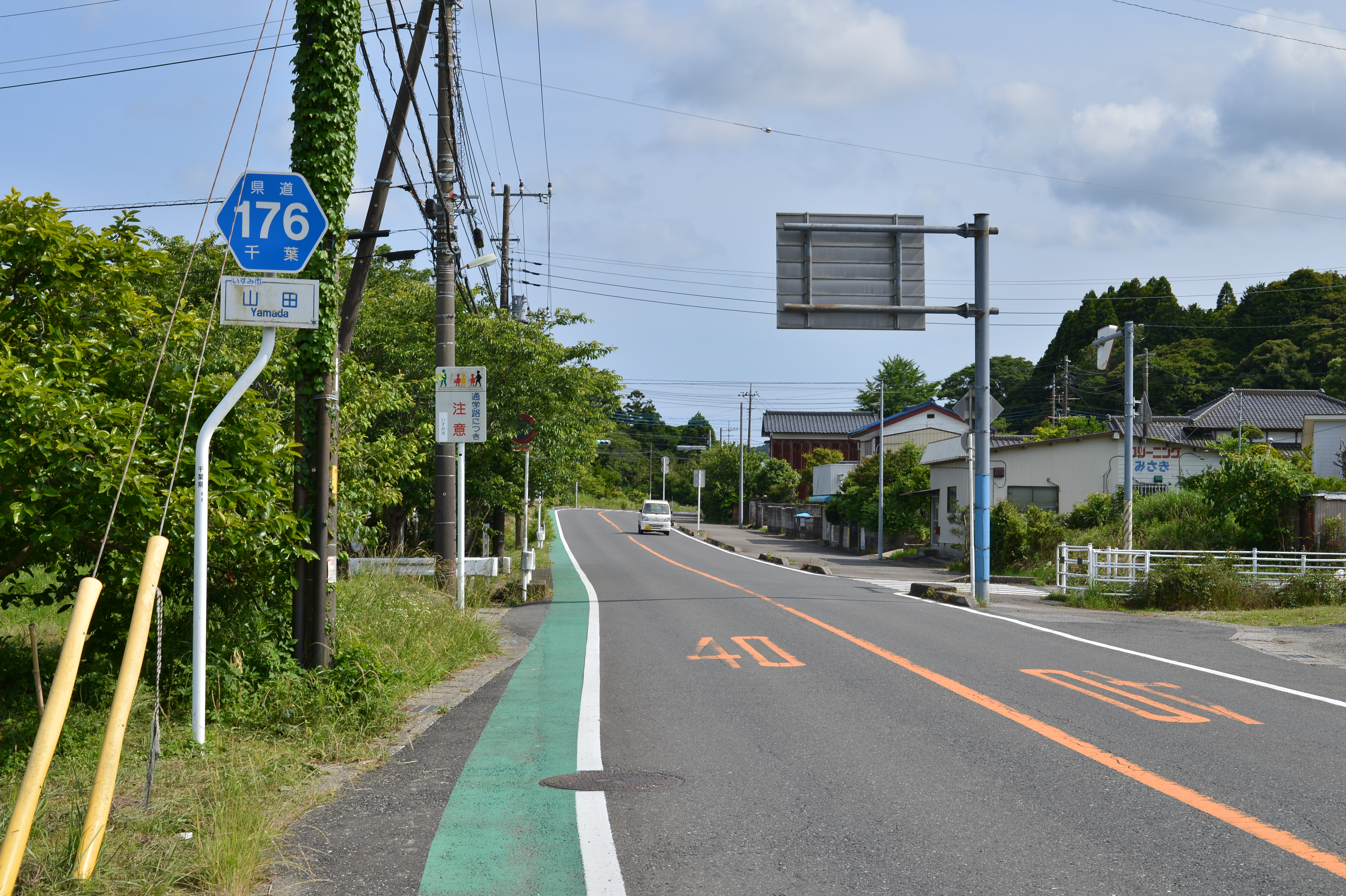
지바현도 제176호 이스미 온주쿠선
이스미시 야마다 (2015년 6월)

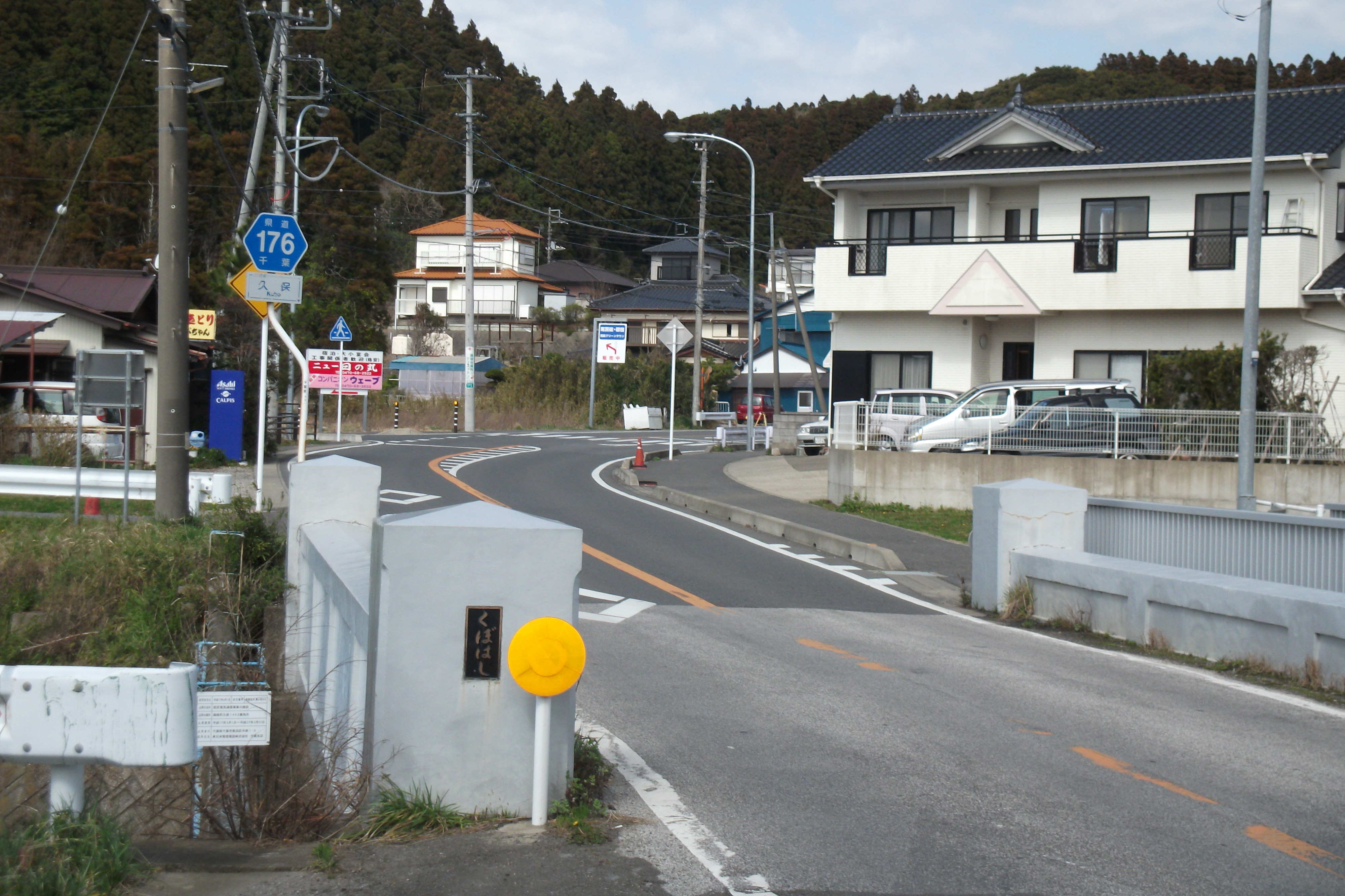
온주쿠정 일대

지바현도 제176호선(일본어: 千葉県道176号夷隅御宿線, 지바현도 제176호 이스미 온주쿠 선)은 지바현 이스미시에서 이스미군 온주쿠정까지 이어주는 일반 현도이다.

## 개요
- 기점 : 이스미시 오노 (지바현도 제82호 아마쓰 고미나토 이스미 선의 교점)
- 종점 : 이스미군 온주쿠정 신마치 (온주쿠마치 신마치 교차로 = 국도 제128호선 (일본)(일본어판)의 교점)

## 지리

### 통과하는 지자체
- 지바현 : 이스미시 - 이스미군 온주쿠정

### 교차하는 도로
국도
- 국도 제128호선 (일본)(일본어판)
- 국도 제465호선 (일본)(일본어판)

지바현도
- 지바현도 제82호선
- 지바현도 제174호선